# Ulster Defence Association
Ulster Defence Association, förkortat UDA, är en lojalistisk paramilitär grupp i Nordirland, kallad terroristorganisation av Storbritannien, EU och Irland. Gruppen menar att dess mål är att försvara lojalistiska gemenskapen från republikansk terrorism. Gruppen var en av flera s.k "pseudogrupper" skapade och försörjda av brittiska regeringskrafter, med medlemmar som t.ex jobbade inom brittiska polisen och säkerhetstjänsten och använde bl.a stulna polisvapen i terrordåden.
UDA:s huvudmål har varit att motstå irländsk enighet, antingen genom att skapa en självständig Ulster-stat, eller genom att vara kvar i Storbritannien. Dess militära gren har använt namnet Ulster Freedom Fighters (UFF). Dess terroristaktiviteter inkluderade attacker mot civila liksom attacker mot medlemmar i Provisoriska IRA, var från början menade av UDA som vedergällningsaktioner emot irländskt republikanskt våld mot protestanter på Nordirland. UDA/UFF har mördat hundratals civila och minst tre irländska republikanska paramilitära medlemmar.
UDA bildades 1971, och har sedan 1994 vapenvila. 2007 lade man officiellt ned vapnen då UDA beordrade grenen UFF att upphöra. Partiet Ulster Democratic Party har kopplingar till UDA.

## Ursprung och utveckling
Ulster Defence Association uppstod i september 1971 som en paraplyorganisation, från vissa vigilanta vanligt kallad defence associations. Dess första ledare var Charles Harding Smith, och dess mest framträdande tidiga talesman var Tommy Herron. Dock kunde Andy Tyrie framkomma som ledare lite senare. Vid dess starkaste period hade gruppen runt 40 000 medlemmar, de flesta på deltid. Den hade också ursprungligen mottot 'lagen före våldet' och var en laglig organisation till den förbjöds 10 augusti 1992. Under denna legala period, begick gruppen ett stort antal paramilitära attacker, inklusive lönnmordet på SDLP-politikern Paddy Wilson år 1973, och mordförsöket på Bernadette Devlin och hennes make 1981.